# Drugi kanon synodu w Kartaginie (418)
Drugi kanon synodu kartagińskiego – kanon ustanowiony podczas synodu w Kartaginie, zatwierdzony przez papieża Zozyma w 418 roku. Jest jednym z najważniejszych kanonów Kościoła katolickiego. Uznaje konieczność chrztu dzieci zaraz po ich narodzinach w celu oczyszczenia z grzechu zaciągniętego w czasie narodzin. Wprowadzenie tej doktryny miało wpływ na sposób postrzegania niemowląt jako grzesznych i potrzebujących oczyszczenia, kształtując pogląd na moralną kondycję człowieka już od chwili narodzin. Koncepcja ta wywierała długotrwały wpływ na kształtowanie psychiki jednostki od momentu zatwierdzenia w 418 roku.

## Treść kanonu
Postanowili również, że ktokolwiek przeczy, iż należy chrzcić dzieci zaraz po urodzeniu, albo mówi, że są one wprawdzie chrzczone na odpuszczenie grzechów, lecz nie zaciągają niczego z pierworodnego grzechu Adama, co oczyszcza się kąpielą odrodzenia: skąd odpowiednia dla nich forma chrztu: Na odpuszczenie grzechów, rozumie się nie prawdę, lecz fałsz – niech będzie wyklęty. Ponieważ nie inaczej należy rozumieć to, co mówi Apostoł: Przez jednego człowieka grzech wszedł na świat, a przez grzech śmierć, i tak przeszedł na wszystkich ludzi, w którym wszyscy zgrzeszyli (Rz. 5, 12), tylko tak to zawsze rozumiał Kościół Katolicki wszędzie obecny. Ze względu bowiem na tę zasadę wiary, także małe dzieci, które dotąd nie mogły w sobie samych popełnić nic, co by było grzechem, dlatego chrzci się prawdziwie na odpuszczenie grzechów, aby przez chrzest zostały oczyszczone z tego, co ściągnęły na siebie przez zrodzenie.

## Wpływ kanonu na postrzeganie i wychowanie dzieci
W pierwszych latach życia tożsamość człowieka kształtowana jest głównie przez rodzinę i najbliższe otoczenie społeczne. W procesie wychowania jednostka przyjmuje istniejący system instytucji, praktyk i wierzeń religijnych, które cechują się autorytatywnością, w tym przekonanie o własnej niedoskonałości, słabości moralnej i grzeszności. Drugi kanon z 418 roku miał wpływ na postrzeganie dzieci oraz metody ich wychowywania, kształtując normy moralne i religijne wokół potrzeby oczyszczenia i odkupienia od wczesnego dzieciństwa.

## Wpływ kanonu na psychikę jednostki
Kanon drugi synodu kartagińskiego przyczynił się do rozwoju poglądu o dziedzicznej winie i konieczności odkupienia. Zgodnie z tym przekonaniem, człowiek jest z natury obciążony skutkami grzechu, a skutki grzechu osłabiają jego moralną kondycję. Nauczanie religijne, koncentrujące się na dziedzicznej winie i jej konsekwencjach, wpływa na reakcje psychiczne, takie jak lęk, strach, poczucie winy, związane z oczekiwaniem kary i potępienia. Mogą wywołać one w następstwie stany niepokoju, niepewności, bezradności, bezsilności (lęk/strach) oraz trudności w ocenie realnej sytuacji czy pojawienie się nieświadomej potrzeby bycia ukaranym (wina). W formie nasilonej mogą stać się one przyczyną nerwic i zaburzeń obsesyjno-kompulsywnych na podłożu religijnym.

## Rola Augustyna z Hippony w ustanowieniu kanonu
Znaczącą rolę w sformułowaniu tego kanonu odegrał Augustyn z Hippony, który brał udział w synodzie, współtworząc jego postanowienia. Prowadził także korespondencję z papieżem w celu uzyskania aprobaty dla nowych reguł. Augustyn sprzeciwiał się tezie, jakoby dzieci rodziły się czyste, wolne od grzechu, twierdząc, że dziedziczą grzech Adama już w momencie poczęcia. To przekonanie znalazło wyraz w treści kanonu, według którego każde dziecko rodzi się obciążone grzechem pierworodnym, a jedyną drogą do jego oczyszczenia jest sakrament chrztu.